# Arnoštka
Arnoštka nebo též řidčeji Arnošta je ženské jméno germánského původu. Jde o ženskou podobu křestního jména Arnošt, které pochází z německého jména Ernst, jehož význam se vykládá jako čestný, vytrvalý nebo rozhodný. Také jde o českou podobu jména Ernestina, jehož význam je totožný. Svátek slaví stejně jako jméno Arnošt dne 30. března.

## Domácké podoby
Mezi domácké podoby křestního jména Arnoštka patří Arna, Arňa, Arnička, Arnuška, Arnuš a Arnuše.

## Obliba jména
Jméno Arnoštka je mezi novorozenými dívkami v Česku velmi vzácné. K roku 2016 činil průměrný věk nositelek 74 let. Nejvíce oblíbené bylo jméno ve 20. až 40. letech 20. století, ale ani v té době nebylo nijak běžné. Nejvíce nositelek žijících k roku 2016 se narodilo v letech 1939 a 1944, v každém z nich čtrnáct. Již od roku 1958 se jméno vyskytuje velmi sporadicky, od roku 1979 téměř vymizelo a narodilo se pouze sedm žen, které toto jméno dostaly, nejmladší z nich v roce 2004. U jména Arnošta je vývoj trendu velmi podobný, až na to, že jméno vymizelo již po roce 1956. Poté se narodily pouze tři nositelky, nejmladší roku 1978.
Následující tabulka vývoje počtu nositelek mezi lety 2010 až 2016 dokazuje, že počet žijících nositelek každým rokem rychle klesá a během této doby jich více než čtvrtina zemřela. Celkový úbytek počtu žen se jménem Arnoštka za těchto šest let činí −25,95 %.
| Rok  | Počet nositelek | Změna oproti předchozímu roku |
| ---- | --------------- | ----------------------------- |
| 2010 | 447             | –                             |
| 2011 | 415             | −7,16 %                       |
| 2012 | 402             | −3,13 %                       |
| 2013 | 389             | −3,23 %                       |
| 2014 | 369             | −5,14 %                       |
| 2015 | 346             | −6,23 %                       |
| 2016 | 331             | −4,34 %                       |

## Významné osobnosti
- Arnoštka Henn – česká šlechtična
- Arnoštka Kriegerová-Kopecká – česká loutkoherečka
- Arnoštka Libická – česká divadelní herečka
- Arnoštka Roubíčková – česká módní návrhářka
- Erna (Arnoštka) Červená – česká herečka a druhá žena kabaretiéra Jiřího Červeného